# Plectrohyla ameibothalame
Plectrohyla ameibothalame är en groddjursart som först beskrevs av Canseco-Márquez, Mendelson och Gutiérrez-Mayén 2002.  Plectrohyla ameibothalame ingår i släktet Plectrohyla och familjen lövgrodor. IUCN kategoriserar arten globalt som otillräckligt studerad. Inga underarter finns listade i Catalogue of Life.